# Invincible Shield
Albums de Judas Priest
Firepower
(2018)
Singles
1. Panic Attack
Sortie : 13 octobre 2023
2. Trial by Fire
Sortie : 17 novembre 2023
3. Crown of Horns
Sortie : 19 janvier 2024
4. The Serpent and the King
Sortie : 22 février 2024

Invincible Shield est le dix-neuvième album studio du groupe de heavy metal britannique Judas Priest, sorti le 8 mars 2024 via Epic Records,. Il a été produit par le guitariste de tournée du groupe Andy Sneap, qui a également produit l'album précédent en 2018.
Le premier single Panic Attack, est sorti le 13 octobre 2023, suivi de Trial by Fire le 17 novembre 2023, de Crown of Horns le 19 janvier 2024 et de The Serpent and the King le 22 février 2024.
Cinq clips vidéo sont sortis et sont respectivement ceux des quatre singles de l'album, ainsi que le clip vidéo de la chanson Invincible Shield.
L'album a fait ses débuts à la deuxième place du UK Albums Chart, la position la plus élevée dans la discographie du groupe à ce jour. Aux États-Unis, il a fait ses débuts au numéro 18 du Billboard 200 et a atteint la première place du classement Billboard Top Hard Rock Albums.
Le groupe entamera une tournée mondiale à la sortie de l'album avec Saxon et Uriah Heep comme première partie. Cette tournée passera notamment à Lyon, Paris et Nancy.
Les chansons de l'album qui ont été jouées en concerts sont Panic Attack, Invincible Shield, Crown of Horns, Gates of Hell, The Serpent and the King, Giants in the Sky et Trial by Fire.

## Contexte et enregistrement
En février 2020, le groupe a officiellement commencé les sessions d'écriture pour son dix-neuvième album, mais comme l'a déclaré Richie Faulkner, les musiciens ont eu quelques problèmes notamment du fait de la pandémie du coronavirus, et n'ont pas pu se réunir pour travailler sur le nouvel album. « Nous voulions garder la même dynamique que Firepower - car nous nous sommes tous réunis et avons joué les chansons en pré-production avant de les enregistrer. »
En septembre 2021, après la levée des restrictions liées à la pandémie, le groupe a commencé sa tournée mondiale 50 Heavy Metal Years. « Donc, le prochain obstacle, si vous voulez l'appeler ainsi, était la tournée », a déclaré Faulkner. En raison des restrictions de la pandémie, l'album a été enregistré dans divers endroits : Scott Travis et Richie Faulkner à Nashville et Tennessee (où ils résident), Rob Halford à Phoenix, Arizona, et Ian Hill lors d'une tournée dans diverses villes européennes.
En mars 2022, Richie Faulkner a révélé que la batterie du nouveau disque avait déjà été enregistrée et a aussi déclaré que les chansons seront un peu plus progressives par endroits, ayant quelques rebondissements musicalement que Firepower n'a pas. Pour éviter les malentendus, Richie Faulkner a déclaré plus tard que l'album ne serait pas une continuation musicale de Nostradamus, mais au lieu de « intro, couplet 1, refrain, couplet 2, refrain, solo, refrain, fin » ce sera un peu comme le vieux Judas Priest des années '70, comme Sinner et toutes ces autres chansons comme ça.
Les chansons Sons of Thunder et Escape From Reality ont été écrites par Glenn Tipton, et il a interprété des solos de guitare sur Sons of Thunder et la chanson bonus Vicious Circle,.  Le morceau bonus The Lodger a été écrit par Bob Halligan Jr., qui a écrit d'autres chansons pour le groupe, notamment Some Heads Are Gonna Roll et (Take These) Chains, présentes respectivement sur les albums Defenders of the Faith et Screaming for Vengeance. 
La chanson Giants In The Sky fait référence aux grandes figures disparues du heavy metal comme Lemmy Kilmister, Ronnie James Dio, Freddie Mercury, etc.
L'album a été annoncé le 7 octobre 2023 avant la prestation du groupe au Power Trip festival in Indio (Californie). La bande-annonce de l'album a ensuite été téléchargée sur la chaîne YouTube du groupe, contenant l'intro de Panic Attack.

## Liste des chansons
Toutes les chansons écrites par Glenn Tipton, Richie Faulkner et Rob Halford sauf "The Lodger" qui est écrit par Bob Halligan Jr.
| Invincible Shield édition standard[pas clair] | Invincible Shield édition standard[pas clair] | Invincible Shield édition standard[pas clair] | Invincible Shield édition standard[pas clair] | Invincible Shield édition standard[pas clair] | Invincible Shield édition standard[pas clair] | Invincible Shield édition standard[pas clair] | Invincible Shield édition standard[pas clair] | Invincible Shield édition standard[pas clair] | Invincible Shield édition standard[pas clair] |
| No                                            | Titre                                         | Durée                                         |                                               |                                               |                                               |                                               |                                               |                                               |                                               |
| --------------------------------------------- | --------------------------------------------- | --------------------------------------------- | --------------------------------------------- | --------------------------------------------- | --------------------------------------------- | --------------------------------------------- | --------------------------------------------- | --------------------------------------------- | --------------------------------------------- |
| 1.                                            | Panic Attack                                  | 5:26                                          |                                               |                                               |                                               |                                               |                                               |                                               |                                               |
| 2.                                            | The Serpent and the King                      | 4:19                                          |                                               |                                               |                                               |                                               |                                               |                                               |                                               |
| 3.                                            | Invincible Shield                             | 6:21                                          |                                               |                                               |                                               |                                               |                                               |                                               |                                               |
| 4.                                            | Devil in Disguise                             | 4:44                                          |                                               |                                               |                                               |                                               |                                               |                                               |                                               |
| 5.                                            | Gates of Hell                                 | 4:37                                          |                                               |                                               |                                               |                                               |                                               |                                               |                                               |
| 6.                                            | Crown of Horns                                | 5:45                                          |                                               |                                               |                                               |                                               |                                               |                                               |                                               |
| 7.                                            | As God Is My Witness                          | 4:35                                          |                                               |                                               |                                               |                                               |                                               |                                               |                                               |
| 8.                                            | Trial by Fire                                 | 4:21                                          |                                               |                                               |                                               |                                               |                                               |                                               |                                               |
| 9.                                            | Escape From Reality                           | 4:24                                          |                                               |                                               |                                               |                                               |                                               |                                               |                                               |
| 10.                                           | Sons of Thunder                               | 2:58                                          |                                               |                                               |                                               |                                               |                                               |                                               |                                               |
| 11.                                           | Giants in the Sky                             | 5:03                                          |                                               |                                               |                                               |                                               |                                               |                                               |                                               |
| 52:32                                         |                                               |                                               |                                               |                                               |                                               |                                               |                                               |                                               |                                               |

| Titres bonus de l'édition deluxe[pas clair] | Titres bonus de l'édition deluxe[pas clair] | Titres bonus de l'édition deluxe[pas clair] | Titres bonus de l'édition deluxe[pas clair] | Titres bonus de l'édition deluxe[pas clair] | Titres bonus de l'édition deluxe[pas clair] | Titres bonus de l'édition deluxe[pas clair] | Titres bonus de l'édition deluxe[pas clair] | Titres bonus de l'édition deluxe[pas clair] | Titres bonus de l'édition deluxe[pas clair] |
| No                                          | Titre                                       | Durée                                       |                                             |                                             |                                             |                                             |                                             |                                             |                                             |
| ------------------------------------------- | ------------------------------------------- | ------------------------------------------- | ------------------------------------------- | ------------------------------------------- | ------------------------------------------- | ------------------------------------------- | ------------------------------------------- | ------------------------------------------- | ------------------------------------------- |
| 12.                                         | Fight of Your Life                          | 4:15                                        |                                             |                                             |                                             |                                             |                                             |                                             |                                             |
| 13.                                         | Vicious Circle                              | 3:00                                        |                                             |                                             |                                             |                                             |                                             |                                             |                                             |
| 14.                                         | The Lodger                                  | 3:46                                        |                                             |                                             |                                             |                                             |                                             |                                             |                                             |
| 63:33                                       |                                             |                                             |                                             |                                             |                                             |                                             |                                             |                                             |                                             |

## Personnel
Judas Priest
- Rob Halford – chant principal
- Glenn Tipton – guitares
- Richie Faulkner – guitares
- Ian Hill – guitare basse
- Scott Travis – batterie

Personnel supplémentaire
- Andy Sneap – production
- Mark Gittins - Mixage

Conception
- Mark Wilkinson – pochette

## Classements hebdomadaires
| Classement (2024)                  | Meilleure place |
| ---------------------------------- | --------------- |
| Allemagne (Media Control AG)       | 1               |
| Australie (ARIA)                   | 16              |
| Autriche (Ö3 Austria Top 40)       | 1               |
| Belgique (Flandre Ultratop)        | 3               |
| Belgique (Wallonie Ultratop)       | 5               |
| Canada (Canadian Albums Chart)     | 16              |
| Danemark (Tracklisten)             | 15              |
| Écosse (OCC)                       | 1               |
| Espagne (Promusicae)               | 3               |
| États-Unis (Billboard 200)         | 18              |
| États-Unis (Top Hard Rock Albums)  | 1               |
| Finlande (Suomen virallinen lista) | 1               |
| France (SNEP)                      | 5               |
| Irlande (Irish Albums Chart)       | 18              |
| Italie (FIMI)                      | 8               |
| Japon (Oricon)                     | 7               |
| Norvège (VG-lista)                 | 14              |
| Nouvelle-Zélande (RIANZ)           | 25              |
| Pays-Bas (Mega Album Top 100)      | 5               |
| Portugal (AFP)                     | 8               |
| Royaume-Uni (UK Albums Chart)      | 2               |
| Royaume-Uni (Rock & Metal Albums)  | 1               |
| Suède (Sverigetopplistan)          | 1               |
| Suisse (Schweizer Hitparade)       | 1               |